# Жеревці
Жере́вці — село в Україні, у Лугинській селищній територіальній громаді Коростенського району Житомирської області. Населення становить 403 особи (2001).

## Географія
Селом протікає річка Вітка.

## Населення
За даними перепису 2001 року населення села становило 403 особи, з них 98,76 % зазначили рідною українську мову, а 1,24 % — російську.

## Історія
Перша історична згадка в джерелах датується 1586 роком.
У 1906 році в селі мешкало 1229 осіб, налічувалось 174 дворових господарства.
Під час німецько-радянської війни участь у бойових діях брали 189 місцевих жителів, з них 118 осіб загинуло, 175 — нагороджено орденами і медалями. Більше 50 осіб брало участь у партизанському русі. 1943 року Жеревці було спалено окупантами, а 62 місцевих мешканців розстріляно.
На початку 1970-х років у селі діяла центральна садиба колгоспу імені Тараса Шевченка, середня школа, клуб, 2 бібліотеки із книжковим фондом понад 5 тисяч примірників, пологовий будинок, медпункт, відділення зв'язку, 2 магазини.
До 9 червня 2017 року — адміністративний центр Жеревецької сільської ради Лугинського району Житомирської області.

## Пам'ятки
1967 року встановлено пам'ятник невідомому солдату, а 1968 року пам'ятник на честь воїнів, які загинули в роки громадянської війни.